# Запариванный, Степан Михеевич
Степа́н Михее́вич Запарива́нный, другой вариант фамилии — Запориванный (17 апреля 1904 года, Сальский округ, Область Войска Донского, Российская империя — 3 июня 1988, Элиста, Калмыцкая АССР, СССР) — чабан совхоза «Западный» Степновского района Астраханской области (ныне Целинный район, Калмыкия) , Герой Социалистического Труда (1949).

## Биография
Родился 17 апреля 1904 года в Сальском округе (сегодня — село Первомайское Ремонтненского района Ростовской области). Участвовал в Великой Отечественной войне. Воевал в составе 85-го отдельного рабочего батальона.
После демобилизации вместе с семьёй переехал в село Верхний Яшкуль Степновского района Астраханской области (сегодня — Целинный район Калмыкии). Работал в совхозе «Западный», где выращивал каракульских овец. Работал каракулеводом до 1958 года.
В 1948 году вырастил в среднем по 122 ягнят от каждой сотни овцематок. Указом Президиума Верховного Совета СССР от 1 декабря 1949 года удостоен звания Героя Социалистического Труда «за достижение высоких показателей в животноводстве в 1948 году» с вручением ордена Ленина и золотой медали Серп и Молот.
Скончался 3 июня 1988 года в Элисте. Похоронен на городском кладбище в Элисте.
Память
- В Элисте на Аллее героев установлен барельеф Степана Запариванного.

Награды
- Герой Социалистического Труда
- Орден Ленина (1949).
- Орден Отечественной войны II степени (06.11.1985)

## Источник
- Очерки истории Калмыцкой АССР. Эпоха социализма/ Социалистическое строительство на территории Калмыкии в годы четвёртой и пятой пятилеток (1946—1956 гг.) (недоступная ссылка)
- Запориванный Степан Михеевич: букл. // Наши земляки — Герои Социалистического Труда: компл. букл. / сост.: Г. Д. Андраева, З. Б. Очирова; ред. Е. Н. Бошева; худож. В. Я. Михин. — Элиста, 1987.